# Bahnhof Duisburg-Ruhrort
Duisburg-Ruhrort ist ein Haltepunkt und ehemaliger Bahnhof im Duisburger Stadtteil Ruhrort im westlichen Ruhrgebiet in Nordrhein-Westfalen. Er ist der westliche Endbahnhof an der heute nur im Personenverkehr befahrenen Bahnstrecke Oberhausen Hbf – Duisburg-Ruhrort. Unter der Bezeichnung Ruhrort Bf ist er auch eine von der Duisburger Verkehrsgesellschaft bediente Bus- und Straßenbahnhaltestelle der Linien 901, 907 und 909 sowie NE1 im Nachtverkehr.

## Geschichte
Die Cöln-Mindener Eisenbahn-Gesellschaft (CME) weihte am 14. Oktober 1848 die Strecke von Oberhausen nach Ruhrort ein. Diese war eine Stichstrecke zur Bahnstrecke Duisburg – Dortmund, einem Teil der Stammstrecke der Köln-Mindener Eisenbahn-Gesellschaft. Sie sollte hauptsächlich dem Kohletransport zum Rhein dienen und wurde ohne Zwischenstationen ausgeführt. Ab dem 12. November 1852 bestand mit der Ruhrort-Homberger Trajektanstalt ein Rheinübergang. In Homberg bestand Anschluss an die Strecke nach Gladbach.
Im Jahr 1866 übernahm die Bergisch-Märkische Eisenbahn-Gesellschaft (BME) die Königliche Direktion der Aachen-Düsseldorf-Ruhrorter Eisenbahn, zusammen mit ihrer Strecke Ruhrort – Gladbach. Ausgehend vom Bahnhof Styrum, verlängerte die BME ihre Ruhrgebietsstrecke zunächst bis Meiderich und zehn Monate später parallel zur Strecke der CME nach Ruhrort.

Bahnübergang am Bahnhof Duisburg-Ruhrort, 1906, mit einem Straßenbahnzug der Kreis Ruhrorter Straßenbahn AG. Ringbahn Ruhrort–Laar–Meiderich

Vor 1873 erweiterte die BME ihre Strecke Meiderich–Ruhrort um ein zweites Gleis, 1881 folgte das zweite Gleis an der Strecke der CME. Somit führten nun vier Gleise von Meiderich nach Ruhrort. Mit der Emschertalbahn der Cöln-Mindener Eisenbahn erhielt der Bahnhof 1875 Anschluss an eine dritte Strecke. Der Trajektverkehr endet 1883. Ab 1905 trug der Bahnhof die Bezeichnung Duisburg-Ruhrort.
Bereits 1930 stellte die Reichsbahndirektion Essen den Personenverkehr auf der Emschertalbahn ein. Während des Zweiten Weltkrieges wurde das Empfangsgebäude von 1848 zu zwei Dritteln zerstört und daraufhin aufgegeben. 1959 entstand ein neues Bahnhofsgebäude im Stil der damaligen Zeit. Es war ein Flachbau in Ziegelbauweise. An die Schalterhalle schloss sich ein großes Flachdach zum Bahnsteigbereich an.
Ende der 1980er-Jahre legte die Bundesbahndirektion Essen die zweiten Streckengleise beider Strecken still und baute den Bahnhof zu einem Haltepunkt zurück. Der Personenverkehr auf der Strecke nach Mülheim-Styrum endete 1995. Der Bahnsteig wurde Ende der 1990er-Jahre nördlich des Empfangsgebäudes verlegt, die Strecke endet seitdem stumpf vor der Friedrich-Ebert-Straße. Das Gebäude war seitdem stark verfallen und wurde 2007 abgerissen.

## Verkehr
Im Schienenpersonennahverkehr wurde der Bahnhof ausschließlich von der Regionalbahn RB 36 im Halbstundentakt bedient. 2010 gewann die NordWestBahn die Ausschreibung bis 2025 und setzte Dieseltriebwagen vom Typ LINT 41 ein.
| Linie | Verlauf | Takt                                                   | Betreiber |
| ----- | --- | ------------------------------------------------------ | --------- |
| RB 36 | Ruhrort-Bahn: Oberhausen Hbf – Duisburg-Obermeiderich – Duisburg-Meiderich Ost – Duisburg-Meiderich Süd – Duisburg-Ruhrort Stand: Fahrplanwechsel Dezember 2021 | 30 min (wochentags) 60 min (Wochenenden und Feiertage) | NWB       |

Die Linie wurde mit Fahrplanwechsel zum 15. Dezember 2024 auf Omnibusbetrieb umgestellt, der Fahrplan im Internet aber bislang nicht entsprechend aktualisiert.
Am früheren Bahnhof besteht seit dem 24. Dezember 1881 eine Umsteigemöglichkeit zur Duisburger Straßenbahn. Zu folgenden Linien der Duisburger Verkehrsgesellschaft (DVG) kann umgestiegen werden:
| Linie | Verlauf |                                                                        |
| ----- | --- | ---------------------------------------------------------------------- |
| 901   | DU-Obermarxloh – Marxloh Pollmann – Bruckhausen – Beeck – Laar – Scholtenhofstraße1 – Ruhrort Bf – Ruhrort Friedrichsplatz – Kaßlerfeld – Rathaus – König-Heinrich-Platz – Duisburg Hbf – Zoo/Uni2 – Mülheim-Raffelberg – Speldorf – Schloß Broich – MH-Stadtmitte – Mülheim Hbf Zur HVZ mit zusätzlicher Fahrt zwischen 1 und 2 jeweils 5 Minuten abweichend auf den Regeltakt | 15 min SEV zwischen Landesarchiv NRW und Scholtenhofstraße/Obermarxloh |
| 917   | DU-Hochheide Markt – Homberg Bismarckplatz – Ruhrort Friedrichsplatz – Ruhrort Bf –Laar Scholtenhofstraße – Beeck Brauerei – Mittelmeiderich – Auf dem Damm – Meiderich Bf – Meiderich Ost Bf – Obermeiderich Oberhauser Straße |                                                                        |
| 922   | Beeckerwerth Godesberger Straße – Ruhrort Bf – Ruhrort Friedrichsplatz –Homberg – Rheinhausen Markt – Rheinhausen Ost Bf – Rheinhausen Bf/Kaiserstraße – Friemersheim Markt |                                                                        |
| NE1   | Duisburg Hbf Osteigang – Duisburg Hbf → Friedrich-Wilhelm-Platz – Kaßlerfeld – Ruhrort Verteilerkreis – Ruhrort Bf – Beeck Denkmal – Marxloh Pollmann – Röttgersbach – Neumühl Hohenzollernplatz | 60 min                                                                 |